# Brooking Township
Brooking Township est un ancien township, situé à l'ouest, du comté de Jackson, dans le Missouri, aux États-Unis,.
Le township fondé en 1872 est baptisé en l'honneur d'Alvin Brooking, une personnalité politique, sénateur du Missouri.

### Source de la traduction
- (en) Cet article est partiellement ou en totalité issu de l’article de Wikipédia en anglais intitulé « Brooking Township, Jackson County, Missouri » (voir la liste des auteurs).